# 미니애폴리스-세인트폴
미니애폴리스-세인트폴(Minneapolis-Saint Paul)은 미국 미네소타주의 미시시피강, 미네소타강, 세인트크로이강이 합류하는 지점을 중심으로 한 미국 중서부의 대도시 지역이다. 이 지역의 가장 큰 도시인 미니애폴리스와 세인트폴의 이름을 딴 쌍둥이 도시로 알려져 있다. 미네소타주의 경제, 문화, 정치 중심지이다.